# موخ (شمال الراين-وستفاليا)
موخ  (تُلفظ بالألمانية: [ˈmuːx]) هي بلدية تقع في منطقة راين-زيغ شمال الراين-وستفاليا، المانيا. وهي تقع على بعد حوالي 30 كم إلى الشمال الشرقي من مدينة بون، و20 كم إلى الجنوب الغربي من مدينة جوميرجسبرج(Gummersbach).

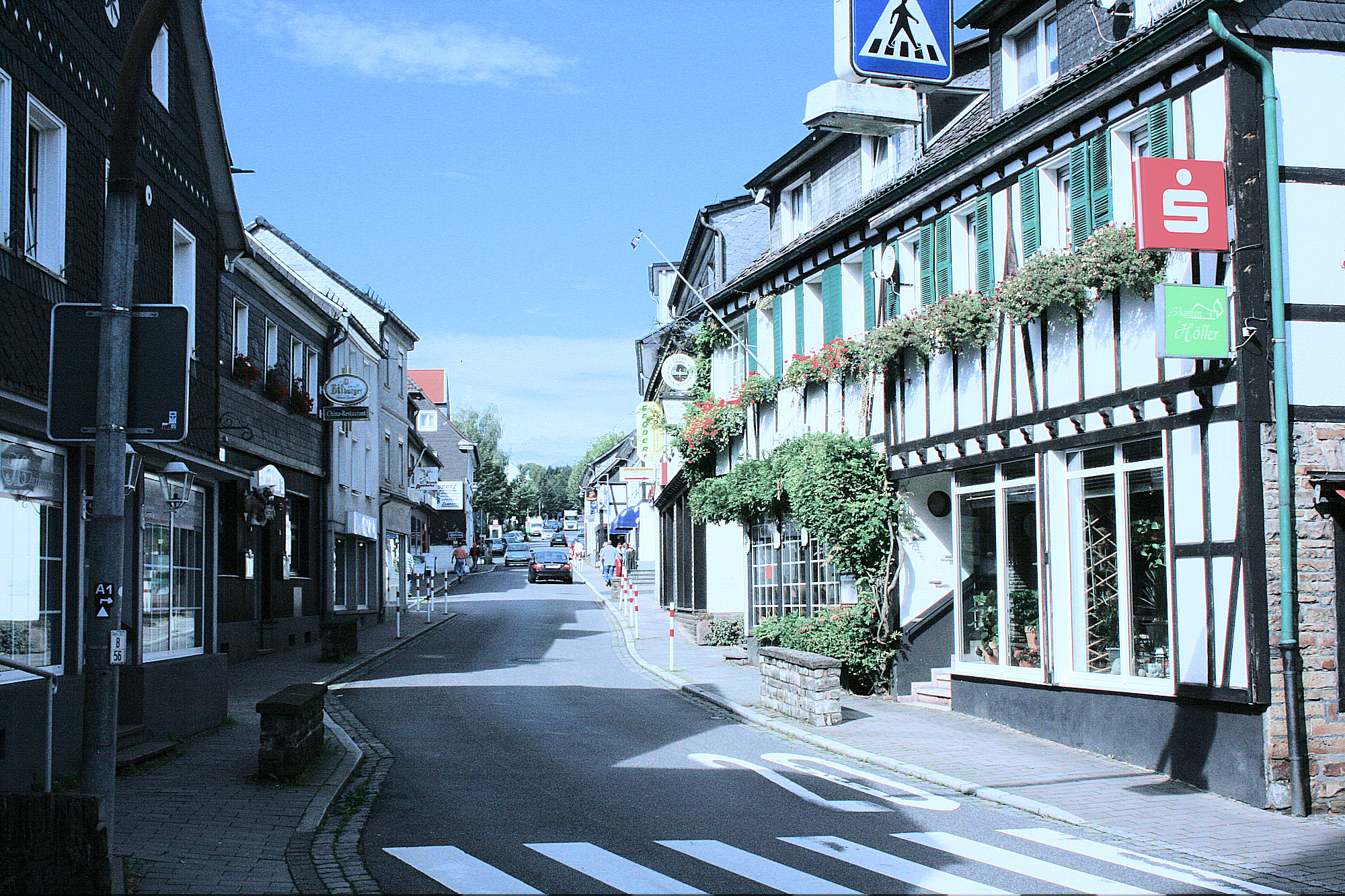
Much Main road

## المدن التوأم
- دولينس (Doullens)، فرنسا منذ عام 1976
- Groß Köris، براندنبورغ منذ عام 1991